# 長春キリスト教会
長春キリスト教会（ちょうしゅんキリストきょうかい、长春基督教会）は中国吉林省長春市にあるプロテスタント教会で、以前のアイルランド長老派教会であった。満洲国時代は満洲国のキリスト教の本部がここに置かれた時もあった。

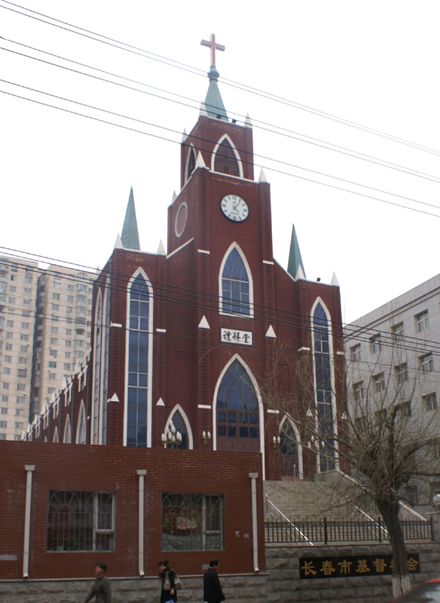
長春キリスト教会（中国・長春）

## 概要
長春キリスト教会は中国吉林省長春市にあるプロテスタント教会で、もともと長老派の教会であったが、現在は中国基督教協会の属していて、ここに吉林省および長春市の三自愛国運動委員会も置かれている。
教会の住所は郵編134402　長春市南関区西五馬路131号（電話：0431-295-7722）。長春市婦女医院のすぐ隣りにある。礼拝時間は日曜日8:00、水曜日16:00、金曜日16:00、土曜日9:00。別名、西五馬路教会。

### 沿革
- 1886年、アイルランド長老教会の宣教が長春で始まった[1][2]。
- 1893年、イングランド長老教会の宣教も始まり、4年後には教会堂を建設
- 1902年、隣りに病院も建設（現在の長春市婦女医院）
- 1930年、二階建ての会館を建設
- 1941年、日英関係が緊張した時に日本へ委譲されて、ここに満洲基督教連合本部が置かれた。
- 1998年、上・中・下層3階建てのアイルランド建築風の大教会堂を新築。6,000人を収容できる。

## 参考
1. ↑  長春基督教会（中国語）
2. ↑  西五馬路教会（長春基督教会、長春市南崗区人民政府）（中国語）